# Округ Робертсон (Тенеси)
Округ Робертсон (енгл. Robertson County) је округ у америчкој савезној држави Тенеси.

## Демографија
По попису из 2010. године број становника је 66.283, што је 11.85 (21,8%) становника више него 2000. године.
| Група             | 2000.          | 2010.          |
| Белци             | 47.644 (87,5%) | 56.159 (84,7%) |
| Афроамериканци    | 4.691 (8,6%)   | 4.934 (7,4%)   |
| Азијати           | 169 (0,3%)     | 331 (0,5%)     |
| Хиспаноамериканци | 1.447 (2,7%)   | 3.903 (5,9%)   |
| Укупно            | 54.433         | 66.283         |